# Rio Apa Mare (Bega)
O Rio Apa Mare é um rio da Romênia afluente do rio Beregsău, localizado nos distritos de Arad e Timiş.